# Cardo-Torgia
Cardo-Torgia település Franciaországban, Corse-du-Sud megyében. Lakosainak száma 29 fő (2022. január 1.). Cardo-Torgia Albitreccia, Grosseto-Prugna, Santa-Maria-Siché, Urbalacone és Zigliara községekkel határos.

## Népesség
A település népességének változása:
| Lakosok száma | 67   | 23   | 29   | 44   | 35   | 33   | 32   | 32   | 31   | 29   |
|               | 1968 | 1982 | 1990 | 2006 | 2011 | 2016 | 2017 | 2019 | 2020 | 2022 |